# Ярен
Яре́н (англ. Yaren), попередня назва Мокуа (Makwa або Moqua) — один із гау (округів) Республіки Науру. Є де-факто столицею, хоча офіційної столиці в Науру немає. Площа становить 1,5 км², населення 1100 осіб, станом на 2003 рік. Географічні координати: 0°33′ пд. ш. 166°55′ сх. д. / 0.550° пд. ш. 166.917° сх. д..

## Назва
Попередня назва округу — Мокуа, походила від назви підземного озера Мокуа-вел, що розташоване в окрузі.

## Історія
Першим населенням сучасного Ярену були мікронезійці і полінезійці, що заселили острів Науру мінімум 3000 років тому. Європейці почали будувати тут свої помешкання в 30-х роках XIX століття. 1888 року острів, а з ним і округ, увійшов до німецького протекторату Маршаллові острови, а з 1914 року знаходився під спільною владою Великої Британії, Австралії та Нової Зеландії. В період Другої світової війни, в 1942-1945 роках, округ був окупований японськими військами. В 1968 році держава Науру отримала незалежність, однак Ярен не отримав офіційного статусу столиці держави. Зараз округ є адміністративним центром Науру.

## Клімат
Місто знаходиться у зоні, котра характеризується вологим тропічним кліматом. Найтепліший місяць — жовтень із середньою температурою 28.3 °C (83 °F). Найхолодніший місяць — січень, із середньою температурою 27.8 °С (82 °F).
| Клімат Ярена            | Клімат Ярена | Клімат Ярена | Клімат Ярена | Клімат Ярена | Клімат Ярена | Клімат Ярена | Клімат Ярена | Клімат Ярена | Клімат Ярена | Клімат Ярена | Клімат Ярена | Клімат Ярена | Клімат Ярена |
| Показник                | Січ.         | Лют.         | Бер.         | Квіт.        | Трав.        | Черв.        | Лип.         | Серп.        | Вер.         | Жовт.        | Лист.        | Груд.        | Рік          |
| Абсолютний максимум, °C | 34           | 37           | 35           | 35           | 32           | 32           | 35           | 33           | 35           | 34           | 36           | 35           | 37           |
| Середній максимум, °C   | 30           | 30           | 30           | 30           | 30           | 30           | 30           | 30           | 30           | 31           | 31           | 31           | 30           |
| Середня температура, °C | 27           | 27           | 27           | 27           | 27           | 27           | 27           | 27           | 27           | 28           | 28           | 27           | 27           |
| Середній мінімум, °C    | 25           | 25           | 25           | 25           | 25           | 25           | 25           | 25           | 25           | 25           | 25           | 25           | 25           |
| Абсолютний мінімум, °C  | 21           | 21           | 21           | 21           | 20           | 21           | 20           | 21           | 20           | 21           | 21           | 21           | 20           |
| Норма опадів, мм        | 280          | 250          | 190          | 190          | 120          | 110          | 150          | 130          | 120          | 100          | 120          | 260          | 2080         |
| Днів з дощем            | 16           | 14           | 13           | 11           | 9            | 9            | 12           | 14           | 11           | 10           | 13           | 15           | 152          |
| Вологість повітря, %    | 75           | 74           | 74           | 72           | 71           | 71           | 72           | 70           | 69           | 68           | 70           | 72           | 72           |
| ----------------------- | ------------ | ------------ | ------------ | ------------ | ------------ | ------------ | ------------ | ------------ | ------------ | ------------ | ------------ | ------------ | ------------ |
| Джерело: Weatherbase    |              |              |              |              |              |              |              |              |              |              |              |              |              |

## Інфраструктура

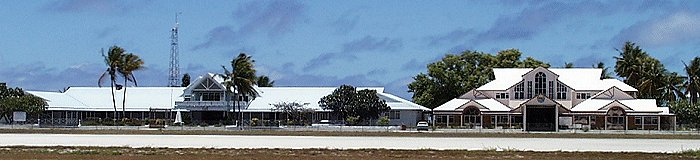
Будівля уряду (ліворуч) та парламенту (праворуч)

В окрузі розташовані:
- Будівля Парламенту;
- Будівля Уряду;
- Відділення Поліції;
- Міжнародний Аеропорт;

## Галерея

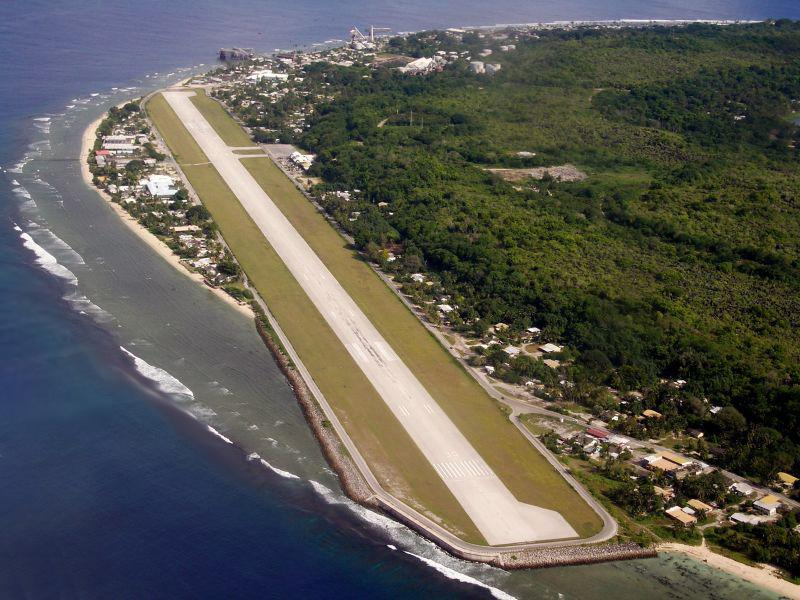
Злітна смуга аеропорту